# Phyllachora explanata
Phyllachora explanata är en svampart som först beskrevs av Joseph-Henri Léveillé, och fick sitt nu gällande namn av Pier Andrea Saccardo 1883. Phyllachora explanata ingår i släktet Phyllachora och familjen Phyllachoraceae.   Inga underarter finns listade i Catalogue of Life.